# Jawol-myeon
Jawol-myeon (koreanska: 자월면) är en socken i landskommunen Ongjin-gun i provinsen Incheon i Sydkorea. 
Socknen består av ett antal öar sydväst om Incheon. Huvudön är Jawoldo, 70 kilometer sydväst om Seoul. Övriga större öar är Seungbongdo och Daeijakdo.